# 鬼舞

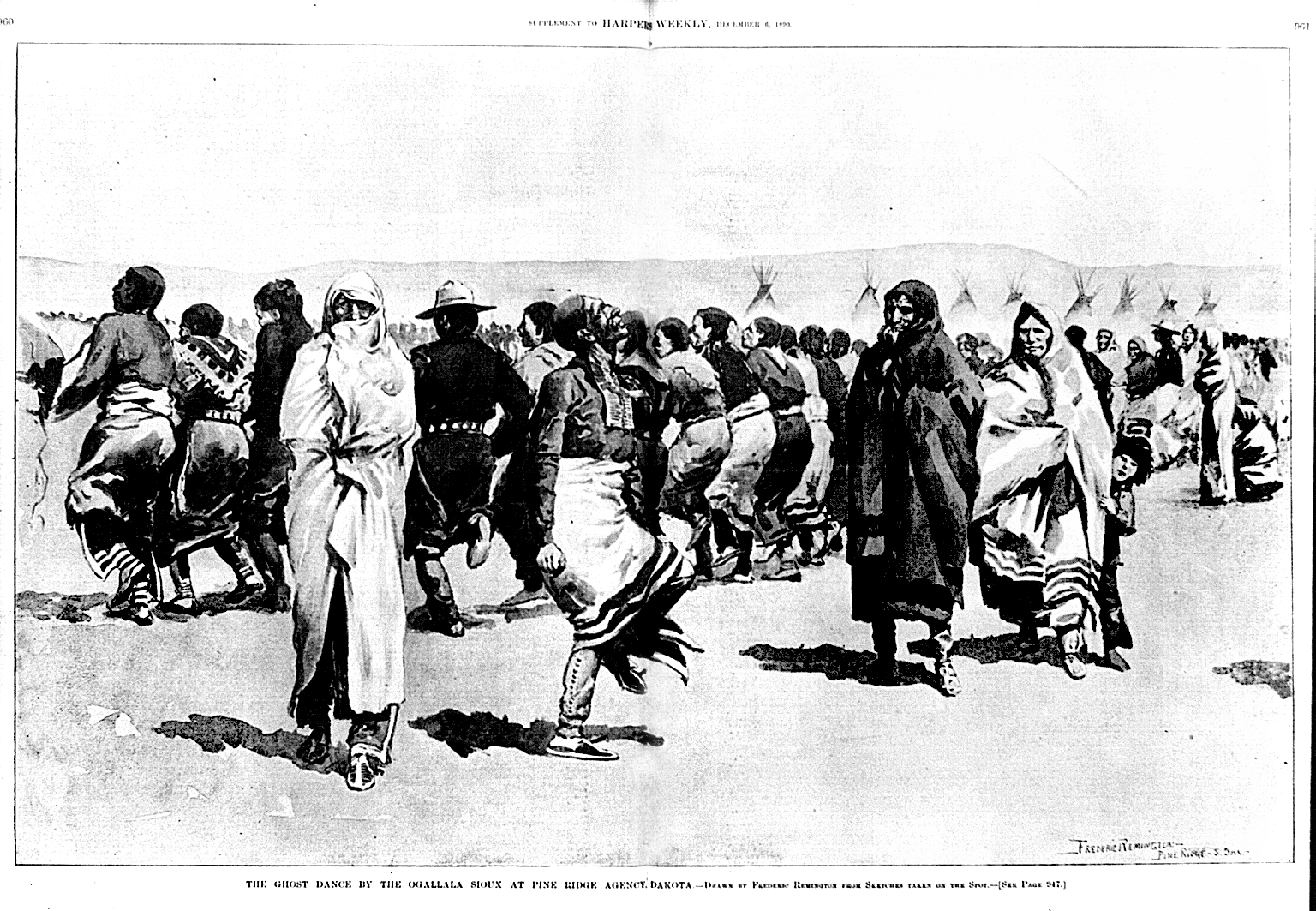
弗雷德里克·雷明顿所绘之插画，反映1889年至1891年奥格拉拉拉科塔人的鬼舞仪式场面

鬼舞（卡多语：Nanissáanah），又译幽灵舞，是1890年前后曾流行于多个北美原住民族的新兴宗教仪式。鬼舞的开创者是北派尤特人的先知沃沃卡。鬼舞的参与者相信，通过此仪式可令生者和死者魂魄会合，魂魄可化为战力，结束白人的西进扩张运动，为族群带来和平、安定、繁荣和团结。
鬼舞发源于大平原地区印第安人的转圈舞。内华达州的北派尤特人在1889年开始举行鬼舞仪式，随后该习俗在北美西部的印第安人族群间广泛传播，迅速远达加利福尼亚和俄克拉荷马。在传播过程中，每个民族也会按照自身的信仰对鬼舞仪式的部分方面稍加改造。发明鬼舞的先知沃沃卡曾预言称，白人将停止扩张，印第安人将重归清净而坦诚的生活，不同民族间会结成友谊合作的关系。这一预言也体现在鬼舞信仰之中。
拉科塔人在反抗白人西进的斗争中，也接纳鬼舞仪式，致使美国政府派兵镇压。1890年12月，美军部队杀害了至少153名拉科塔人，是为伤膝河大屠杀。拉科塔人的鬼舞信仰有千禧年主义的色彩，和沃沃卡的原始思想有一定区别。

## 历史

### 创立

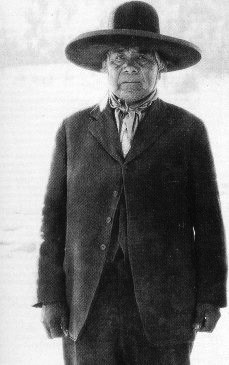
鬼舞的发明者沃沃卡

北派尤特人居住在今内华达州的梅森谷地，自称“食莎草茎者”（Tövusi-dökadö），以捕鱼、狩猎、采集松子和油莎草为生，并没有长期的部落政治组织，而是追随不同的精神领袖和社群组织人，主要的集体活动是收获和狩猎的庆祝仪式。1867年，当地伤寒大流行，带走了十分之一人口的性命，为当地许多人留下心理和情感创伤。同时，当地部落的经济体系和社会结构也陷入崩塌。许多家庭的游猎生活已经难以为继。1869年，一位名为沃吉沃布的部落医师组织了一系列舞蹈仪式，并在仪式上宣称他将赴“亡者之地”巡游，在三到四年内将死者的魂魄带回凡间。为此，他要求族人定期举行仪式跳转圈舞，并花了三年时间周游各部落宣传其主张。沃吉沃布的其中一位陪从者名为塔维博（Tavibo），是一位“天气医师”，也是鬼舞开创者沃沃卡的父亲。
鬼舞的开创者是“先知”沃沃卡（英文名是杰克·威尔逊，Jack Wilson）。沃沃卡声称在1889年1月1日观测到日食的异象，在天空中目睹到许多祖先的身影，以及一幅印第安人安居乐业、举行狩猎仪式的场面。沃沃卡称神灵命他告诫子民放弃斗争、互相怜爱。人类学家詹姆斯·穆尼在1892年和沃沃卡有过交谈，证实他此后开始在族人间展开宣传此启示。沃沃卡还声称，耶稣会在1892年显灵，人们必须辛勤劳作，不偷盗、不撒谎，不能重拾古老的战争陋习和自残陋习。只要族人遵照其告诫，昔日逝去的家人和好友就能够复生，并且彻底远离病痛和衰老。
穆尼还记载道，沃沃卡命族人举行转圈舞仪式。仪式需要定期举行，一次举行五日。所有参与者都能借此获得赐福，且能令逝者的魂魄更快回归。沃沃卡自称获得了神力，能够控制天气；他还声称他将和时任美国总统本杰明·哈里森平分天下，由沃沃卡统治西部的土地，哈里森统治东部的土地。
针对白人西进扩张运动的威胁，沃沃卡声称，如果所有印第安民族一齐举行这种全新的“转圈舞”舞蹈仪式，世界的邪恶就将彻底消失，届时的世界将是充盈着粮食、爱情和信仰的理想天地。随后，这一仪式便开始在周边的印第安族群间传播。仪式传播至拉科塔人族群间时为白人所知。拉科塔人称此舞蹈为“魂舞”（Spirit Dance），后被西方人广泛记为“鬼舞”（Ghost Dance）。
纳瓦霍人是少数拒绝接纳鬼舞仪式的民族之一。纳瓦霍酋长曾称鬼舞是“无病呻吟”。詹姆斯·穆尼在1893年赴亚利桑那州的纳瓦霍保留地调查，发现当地的纳瓦霍人从未参与先前的鬼舞仪式。

### 美军的反制
当沃沃卡最初公布其启示时，陆续有周边部落的使者前来交流了解。虽然有不少部落仅仅是出于诚意派出使节，但大部分寻访过沃沃卡的使节都皈依了沃沃卡的鬼舞信仰，携其“启示”回到故地。沃沃卡的宗教运动甚至吸引了一些犹他州的摩尔门教徒，因两种信仰的理念有一定相似之处。
鬼舞的参与者会身着特殊的服装，称为鬼衫。鬼衫原本是部落勇士的战衣，时人相传其能够借神力而刀枪不入。鬼衫的沿革也能体现出鬼舞信仰的发展。当代学者认为，鬼衫的习俗是拉科塔人的踢熊酋长开创，很有可能是源自摩尔门教的神庙服装。拉科塔人的传统中，存在着“洗刷大地”的理念，也就是“洗净一切罪恶”的思想。因此，拉科塔人也相信鬼舞能够驱逐“邪恶”的欧美白人入侵者：
他们告诉族人，通过舞蹈，他们能令世界呈现新的景象。届时会发生山体滑坡、地震和大风暴，山丘彼此堆叠，大地像地毯一般卷起，卷走白人一切丑陋的事物——臭烘烘的新牲畜，羊、猪，篱笆，电杆，矿场，工厂。破土而生的会是全新的美丽世界，就像是那些白人胖子到来之前那样……白人都会被卷走，消失，回到他们自己的大陆去。——瘸鹿酋长
1890年2月，美国政府打破先前的合约，进占原本的苏族保留地，将之缩小并一分为五。政府公开招募东部的移民，并打算在印第安人的居住地推行同化政策，“打破部落关系”，“让印第安人遵循白人的行事方式，顺从则从宽，抗拒则从严”。苏族的拉科塔人必须放弃游牧生活，转向农耕和定居畜牧，并有义务将子女送至当地的寄宿学校。当地学校仅教授英语和基督教知识，以及美国人的文化习俗。印第安事务局忽略了保留地恶劣的自然条件，将庄稼歉收归结至“印第安人的懒惰”，更是进一步削减给予拉科塔人的口粮供应。再加上拉科塔人以往赖以维生的北美野牛已经被几近消灭，拉科塔民族实际上已经面临着严峻的粮食危机。不少饥民皈依鬼舞信仰，这令印第安事务局的监督员十分忌惮。因为在鬼舞之后，随而发生的往往就是针对白人的军事袭击。
美国人进而着手驱逐组织鬼舞的领袖。他们将踢熊酋长逐出斯坦丁罗克保留地（Standing Rock），但鬼舞仪式并未消停。为此，事务局官员詹姆斯·麦克劳林（James McLaughlin）要求政府增派军队。他还声称洪克帕帕部落的坐牛是拉科塔人鬼舞运动的核心领袖。前事务局官员瓦伦丁·麦吉利卡迪（Valentine McGillycuddy）曾劝告称这种仪式没有任何特别之处，认为事务局的担忧恐慌毫无必要。他还举例称，美国军队并没有干涉基督復臨安息日會成员举办的“救世主二次降临”活动，循例也不应插手印第安人的类似活动，“如果军队到来，麻烦才真的到来了。”

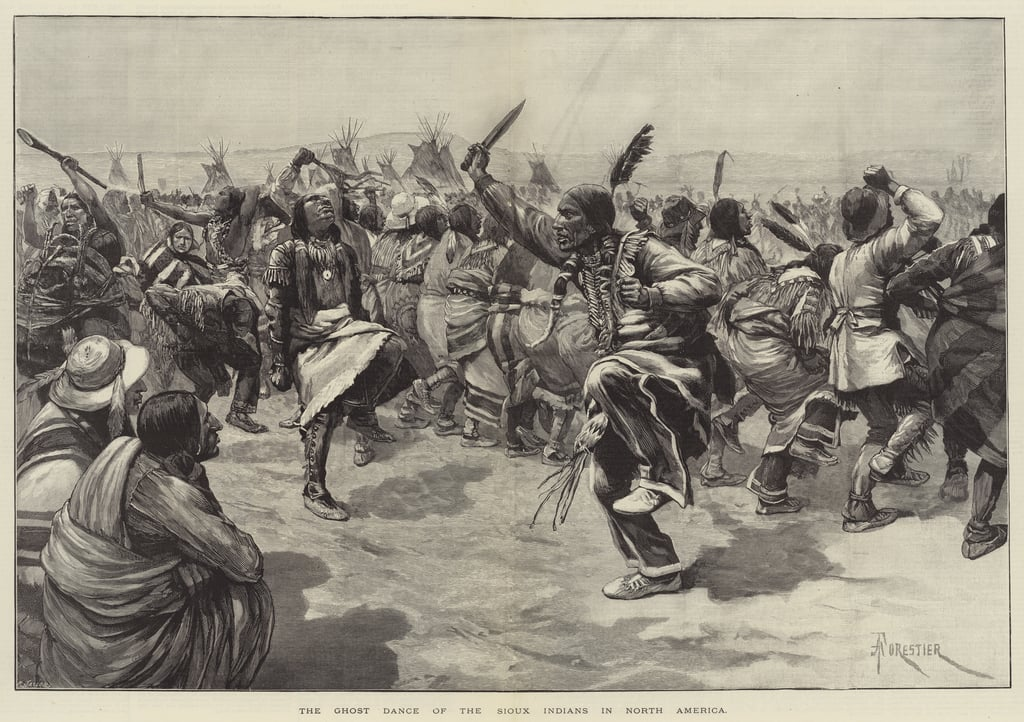
鬼舞仪式场面

然而，美国政府依然派出数千官兵赶赴拉科塔保留地。1890年12月15日，坐牛因“未能阻止族人跳鬼舞”的指控而被捕。在抓捕行动期间，坐牛的部下捕熊（Catch the Bear）向一位美国中尉开火，他随即向坐牛开火，令坐牛丧命。

### 伤膝河大屠杀
1890年12月29日，拉科塔米尼康茹部落的斑鹿酋长在与其他酋长会晤的途中被美军拦下。斑鹿酋长本就在美军的“印第安制造麻烦者名单”中。美军军官要求他带领族人迁移至派恩里奇（Pine Ridge）保留地的小型营地一带。此前的28日晚，一支拉科塔部队在伤膝河畔扎营。次日，一队美军军官前去要求缴械，一位失聪的年轻战士拒绝服从，引发扭打。其间有一把枪意外走火，于是美军下令向拉科塔人开火。拉科塔人拿起被没收的武器还击，美军则继续以卡宾枪与之交火，还动用了周围山顶的速射机炮。最终，25名美军士兵丧命（多死于友军误伤），相反，153名拉科塔人被杀，其中大部分是女人和孩童。这便是历史上著名的伤膝河大屠杀。
大屠杀结束后，踢熊酋长决定投降，鬼舞仪式也因美国政府的干涉就此式微。然而伤膝河屠杀也引起当时美国民众不满，尔后美国人不得不恢复原先和拉科塔人的协定，还为印第安部落交纳部分补偿。然而，参与大屠杀的20名美军士兵获授荣誉勋章（有说法称是18名或23名），现代美国原住民人权活动者认为此勋章实为“耻辱勋章”，要求撤回表彰，但至今未有回应。

## 当代情况
伤膝河大屠杀后，鬼舞仪式转入地下，成为秘密信仰。沃沃卡继续传播“神灵旨意”，随行者有拉科塔的踢熊酋长、矮牛酋长等。1973年伤膝河事件中，一些拉科塔男女在大屠杀的故地举行鬼舞仪式。其中一位参与者玛丽·勇鸟在其著作中写道，鬼舞仍作为秘密仪式继续存续。
卡多人至今有举行鬼舞仪式的习俗。

## 延伸阅读
- Andersson, Rani-Henrik. The Lakota Ghost Dance of 1890. Lincoln: University of Nebraska Press, 2009. ISBN 978-0-8032-1073-8.
- Brown, Dee（英语：Dee Brown (writer)）. Bury My Heart at Wounded Knee（英语：Bury My Heart at Wounded Knee）: An Indian History of the American West. New York: Holt Paperbacks, 2001. ISBN 978-0-8050-6669-2.
- Du Bois, Cora（英语：Cora DuBois）. The 1870 Ghost Dance. Lincoln: University of Nebraska Press, 2007. ISBN 978-0-8032-6662-9.
- Kehoe, Alice Beck（英语：Alice Beck Kehoe）. The Ghost Dance: Ethnohistory and Revitalization. Long Grove, Illinois: Waveland Press, 2006. ISBN 978-1-57766-453-6.
- Osterreich, Shelley Anne. The American Indian Ghost Dance, 1870 and 1890. New York: Greenwood Press, 1991. ISBN 978-0-313-27469-5.
- Stannard, David E.（英语：David Stannard） American Holocaust: The Conquest of the New World. Oxford University Press, 1993. ISBN 978-0-19-508557-0.
- Warren, Louis S.（英语：Louis S. Warren） God's Red Son: The Ghost Dance Religion and the Making of Modern America. Basic Books, 2017. ISBN 978-0465015023